# Бабушара (село)
Бабуша́ра, Бабыши́ра или Бабуше́ра (абх. Бабышира, груз. ბაბუშარა, с мег. — «Дедушкина дорога») — село в Абхазии, в Гулрыпшском районе частично признанной Республики Абхазия, согласно административному делению Грузии — в Гульрипшском муниципалитете Абхазской Автономной Республики, на берегу Сухумской бухты Чёрного моря. Высота над уровнем моря составляет 8 метров. Фактически представляет собой 4 села, одно из которых является авиагородком. В селе расположен Сухумский аэропорт.

## История
В советское время в селе действовал Бабушерский эфирномасличный совхоз-завод, директором которого был Герой Социалистического Труда Николай Соломонович Качарава.

## Население
В 1959 году в селе Бабушера жило 2680 человек, в основном грузины. В 1989 году в селе проживало 5082 человека, в основном грузины, русские и армяне. По данным переписи 2011 года численность населения сельского поселения (сельской администрации) Бабышира составила 2696 жителей, из них 72,2 % — абхазы (1946 человек), 21,1 % — русские (327 человек), 4,5 % — армяне (122 человека), 4,5 % — грузины (120 человек), 1,1 % — украинцы (30 человек), 0,3 % — греки (7 человек), 5,3 % — другие (144 человека).

## Достопримечательности
В посёлке Бабушера-3 имеется горячий источник с купальнями и водопад.